# Bahnstrecke Stuttgart Hafen–Stuttgart Ost
Koordinaten: 48° 46′ 21,5″ N, 9° 15′ 21,7″ O
| Streckennummer (DB): | 4723                 |                                          |                                          |
| Streckenlänge: | 2,1 km               |                                          |                                          |
| Spurweite: | 1435 mm (Normalspur) |                                          |                                          |
| Streckenklasse: | D4                   |                                          |                                          |
| |                      |                                          |                                          |
| \| \| \| Hafenbahn \| \| \| \| 2,2 \| Stuttgart Hafen \| Stuttgart Hafen \| \| \| \| Hafenbahn (Anschluss Kai E) \| \| \| \| \| nach Stuttgart-Untertürkheim \| \| \| \| \| Hafenbahn (Anschluss Tanklager) \| \| \| \| \| Hafenbahnbrücke über den Neckar (219 m) \| \| \| \| \| Anschluss Kai A \| \| \| \| \| Uferstraße (Bundesstraße 10) \| \| \| \| \| Gleis Hedelfingen \| \| \| \| \| Stadtbahn Stuttgart \| \| \| \| \| Anschluss Großmarkt \| \| \| \| 4,3 \| Stuttgart Ost (ehemals Stuttgart-Wangen) \| Stuttgart Ost (ehemals Stuttgart-Wangen) \| \| \| \| Anschluss SSB-Gleisbauhof \| \| \| \| \| nach Stuttgart-Untertürkheim (bis 1985) \| \| \| \| \| nach Stuttgart-Gaisburg \| \| |                      |                                          |                                          |
| Strecke |                      | Hafenbahn                                | Hafenbahn                                |
| Dienststation / Betriebs- oder Güterbahnhof | 2,2                  | Stuttgart Hafen                          | Stuttgart Hafen                          |
| Abzweig geradeaus und nach links |                      | Hafenbahn (Anschluss Kai E)              | Hafenbahn (Anschluss Kai E)              |
| Abzweig geradeaus und nach rechts |                      | nach Stuttgart-Untertürkheim             | nach Stuttgart-Untertürkheim             |
| Abzweig geradeaus und nach links |                      | Hafenbahn (Anschluss Tanklager)          | Hafenbahn (Anschluss Tanklager)          |
| Brücke über Wasserlauf |                      | Hafenbahnbrücke über den Neckar (219 m)  | Hafenbahnbrücke über den Neckar (219 m)  |
| Abzweig geradeaus und von links |                      | Anschluss Kai A                          | Anschluss Kai A                          |
| Brücke |                      | Uferstraße (Bundesstraße 10)             | Uferstraße (Bundesstraße 10)             |
| Abzweig geradeaus und von links |                      | Gleis Hedelfingen                        | Gleis Hedelfingen                        |
| Kreuzung mit U-Bahn geradeaus oben |                      | Stadtbahn Stuttgart                      | Stadtbahn Stuttgart                      |
| Abzweig geradeaus und nach rechts |                      | Anschluss Großmarkt                      | Anschluss Großmarkt                      |
| Dienststation / Betriebs- oder Güterbahnhof | 4,3                  | Stuttgart Ost (ehemals Stuttgart-Wangen) | Stuttgart Ost (ehemals Stuttgart-Wangen) |
| Abzweig geradeaus und nach links |                      | Anschluss SSB-Gleisbauhof                | Anschluss SSB-Gleisbauhof                |
| Abzweig geradeaus und ehemals nach rechts |                      | nach Stuttgart-Untertürkheim (bis 1985)  | nach Stuttgart-Untertürkheim (bis 1985)  |
| Strecke |                      | nach Stuttgart-Gaisburg                  | nach Stuttgart-Gaisburg                  |

Die Bahnstrecke Stuttgart Hafen–Stuttgart Ost ist eine ausschließlich dem Güterverkehr dienende Bahnstrecke in den Stuttgarter Stadtbezirken Obertürkheim, Untertürkheim und Wangen. Die normalspurige, eingleisige und nicht elektrifizierte Strecke wird von der DB Netz AG betrieben und verbindet die Güterbahnhöfe Stuttgart Hafen und Stuttgart Ost, der früher Stuttgart-Wangen hieß, miteinander. Sie verknüpft damit die Bahnstrecke Stuttgart-Untertürkheim–Stuttgart Hafen mit der Bahnstrecke Stuttgart-Untertürkheim–Stuttgart-Gaisburg. Die hier behandelte Strecke ging 1968 in Betrieb, das heißt zehn Jahre nach der benachbarten Hafenbahn Stuttgart und der Zulaufstrecke aus Untertürkheim. Größtes Kunstbauwerk der Strecke ist die Hafenbahnbrücke über den Neckar, sie ist 219 Meter lang. Seit der 1985 erfolgten Stilllegung des benachbarten Streckenabschnitts Stuttgart-Untertürkheim–Stuttgart Ost ist die Bahnstrecke Stuttgart Hafen–Stuttgart Ost die einzige Verbindung zwischen den zahlreichen Anschlussgleisen links des Neckars und dem übrigen deutschen Schienennetz.
2019 schrieb die Deutsche Bahn die Strecke zur Übernahme aus, da sie die Infrastruktur nicht wirtschaftlich betreiben könne. Jährlichen Erlösen aus der Anlagennutzung von rund 12.000 Euro stünden jährliche Kosten für die Vorhaltung der Strecke von rund 277.000 Euro gegenüber. In den nächsten Jahren seien Investitionen von 3,8 Millionen Euro erforderlich.
Im Zuge des Neubaus eines Neubaus für das Stellwerk Hafen soll der Bahnhof Ost als Nebengleis in den Bahnhof integriert werden. Die bisherige Verbindungsstrecke darf damit zukünftig nur noch als Rangierfahrt mit 25 km/h, statt bislang 40 km/h befahren werden. Das Eisenbahn-Bundesamt (EBA) erteilte am 15. September 2022 einen entsprechenden Bescheid. Da das Vorhaben im Zusammenhang mit dem Digitalen Stellwerk Untertürkheim steht, das erst im 2. Halbjahr 2024 eingerichtet werden soll, verlängerte das EBA die Umsetzungsfrist vom 30. September 2023 auf den 31. Dezember 2024.